# Charles Gee
Charles William Gee (6 tháng 4 năm 1909 – 1981) là một cầu thủ bóng đá người Anh, thi đấu ở vị trí trung vệ.

## Sự nghiệp
Sinh ra ở Stockport, Gee thi đấu chuyên nghiệp cho Everton, và có 3 lần khoác áo cho Anh từ năm 1931 đến năm 1936.